# Караваєв Володимир Опанасович (хірург)
Володи́мир Опана́сович Карава́єв (рос. Владимир Афанасьевич Караваев; 8 [20] липня 1811, Вятка — 3 [15] березня 1892, Київ) — український хірург і офтальмолог, доктор медицини, заслужений ординарний професор; дійсний таємний радник.

## Життєпис

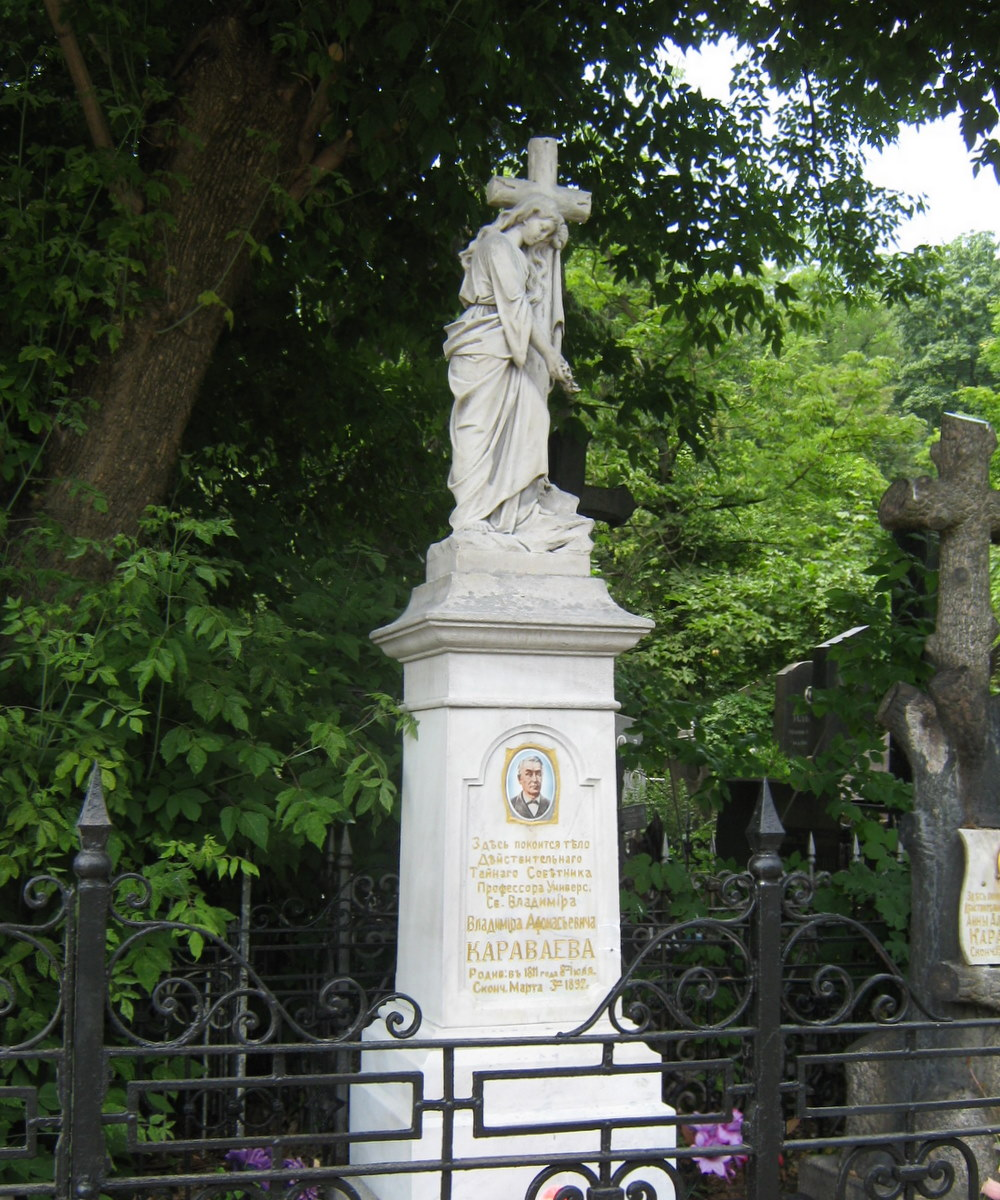
Надгробний пам'ятник.

Народився 8 [20] липня 1811 року в місті Вятці (нині Кіров, Росія) в багатодітній сім'ї заможнього купця. Після закінчення гімназії у 1827 році поступив на медичний факультет Казанського університету, який закінчив 1831 року із срібною медаллю та дипломом лікаря 1-го розряду.
Для вдосконалення в медицині перебрався до Санкт-Петербурга, де протягом 1832—1833 років працював у військово-сухопутному госпіталі, а у 1833—1834 роках — позаштатним асистентом у Маріїнській лікарні для бідних, де консультантами з хірургії були професори Ілля Буяльський та Християн Саломон. Їхня майстерність у виконанні хірургічних операцій викликала у молодого лікаря бажання присвятити себе хірургії. У липні 1834 року поїхав до Німеччини, де займався у Берлінському та Геттінгенському університетах. У Берліні, в клініці Грефе, вперше зустрів хірурга Миколу Пирогова. 1836 року, коли останнього було обрано на кафедру хірургії Дерптського університету, той запропонував Володимиру Караваєву місце в своїй клініці. Працюючи хірургом на новому місці брав участь в експериментальних дослідженнях і склав іспити на ступінь доктора медицини. Навесні 1838 року захистив дисертацію «Травматичне запалення вен». В подальшому, прагнучи самостійної роботи, після неодноразових прохань, 11 березня 1839 року був призначений ординатором Кронштадського госпіталю, де за рік виконав 113 операцій, розробив експериментальну методику пункції перикарда і перший в Росії виконав її, успішно лікував випітний перикардит.
4 грудня 1840 року, за рекомендацією медичного комітету і за поданням професора Імператорської медико-хірургічної академії Івана Спаського, був призначений на посаду завідувача кафедри хірургії медичного факультету Київського університету Святого Володимира, ще до його утворення. 1841 року, після ознайомлення з організацією навчального процесу в Імператорській медико-хірургічній академії та Московському університеті, став одним із організаторів медичного факультету університету Святого Володимира і з 2 квітня 1843 року до 1847 року був його деканом. Створив факультетську хірургічну клініку на 20 ліжок (відкрита 1 листопада 1844 року на першому поверсі університету) і до травня 1882 року очолював її. За період його керівництва клініка прийняла 76 тисяч амбулаторних і 5 434 стаціонарних хворих. 1844 року заснував першу в Російській імперії та в Україні клініку очних хвороб, у якій до 1863 року прийнято 16 тисяч хворих на очі. Викладав оперативну і теоретичну хірургію, офтальмологію, енциклопедію та методологію медицини. Займався пластичною хірургією, оперативним лікуванням очних хвороб. 18 лютого 1847 року першим в Україні (другим в Російській імперії після Миколи Пирогова) зробив операцію під ефірним наркозом. 1870 року став одним із ініціаторів створення при університеті кафедри очних хвороб. Серед учнів: В. А. Мілліот, Василь Курдюмов, В. С. Козловський, Овксентій Богаєвський, Микола Волкович, Феофіл Яновський.
Протягом 1850—1876 років мешкав у Києві в будинку на вулиці Шулявській, № 15. Помер від грипу у Києві 3 [15] березня 1892 року. З великими почестями похований на Байковому кладовищі (центральна алея, ділянка № 1 50°25′03″ пн. ш. 30°30′38″ сх. д. / 50.41738° пн. ш. 30.510452° сх. д.). Заупокійну літургію та поховання здійснив протоєрей кафедрального собору Святого Володимира Петро Лебединцев. На могилі встановлений пам'ятник — скульптура сумної жінки та хрест із мармуру на прямокутному гранітному п'єдесталі.

## Сім'я
Мав дітей: Ольгу (народилася 16 лютого 1856 року в Києві), Сергія (народився 13 вересня 1859 року в Києві), Дмитра (народився 10 вересня 1863 року в Києві).

## Наукові праці
Видав у Києві низку своїх праць:
- «О косоглазии и искусственном зрачке» / «Друг Здравия», 1842 (рос.)[2];
- «Записки из лекций. Курс оперативной хирургии». 1858; 2-ге видання — 1861 (рос.)[2];
- «Катаракты в практическо-хирургическом отношении» / «Военно-Медицинский Журнал», 1859, книга 8 (рос.)[2];
- «Оперативная хирургия» / Лекции профессора В. Караваева. — 3-е изд. — 1873. (рос.);
- «Атлас к сочинению оперативной хирургии профессора В. А. Караваева». 1886. (рос.).

## Відзнаки
- Нагороджений орденами Святого Станіслава II та І ступенів, Святої Анни II та І ступенів, Святого Володимира III та II ступенів, Святого Олександра Невського[1];
- Почесний громадянин Києва, почесний член Київського і Казанського університетів і багатьох медичних товариств[1].

## Вшанування
- У 1891 році, до 50-річчя університетської діяльності професора, вулицю Шулявську, на якій він мешкав, перейменували на його честь у Караваєвську[3] (нині — вулиця Гетьмана Павла Скоропадського). Тоді ж назву Караваєвська отримала і нинішня Площа Українських Героїв.
- У хірургічній клініці Київського медичного університету імені Олександра Богомольця на бульварі Шевченка, № 17 встановлено його бронзове погруддя[3], а на її фасаді встановлено меморіальну дошку з переліком видатних вчених, які в ній працювали, серед яких першим у переліку ім'я професора Караваєва.
- З ім'ям Володимира Караваєва пов'язана назва історичної місцевості у Києві — Караваєві Дачі. У середині XIX століття тут знаходився київський садовий «Деревинний розплідник», який в 1869 році був куплений професором. У 1873 році він приєднав до нього придбаний у Військовій гімназії (Кадетському корпусі), так звану «гімназичну земельну ділянку»[1].
- На фасаді головного корпусу Київського медичного університету імені Олександра Богомольця (проспект Берестейський, № 34), йому встановлена меморіальна дошка.
- На фасаді корпусу ректорату Київського медичного університету імені Олександра Богомольця (бульвар Тараса Шевченка, № 13/7) також встановлено бронзову меморіальну дошку[4].